# ТЕЦ Гожув
ТЕЦ Гожув — теплоелектроцентраль на заході Польщі у місті Ґожув-Велькопольський.

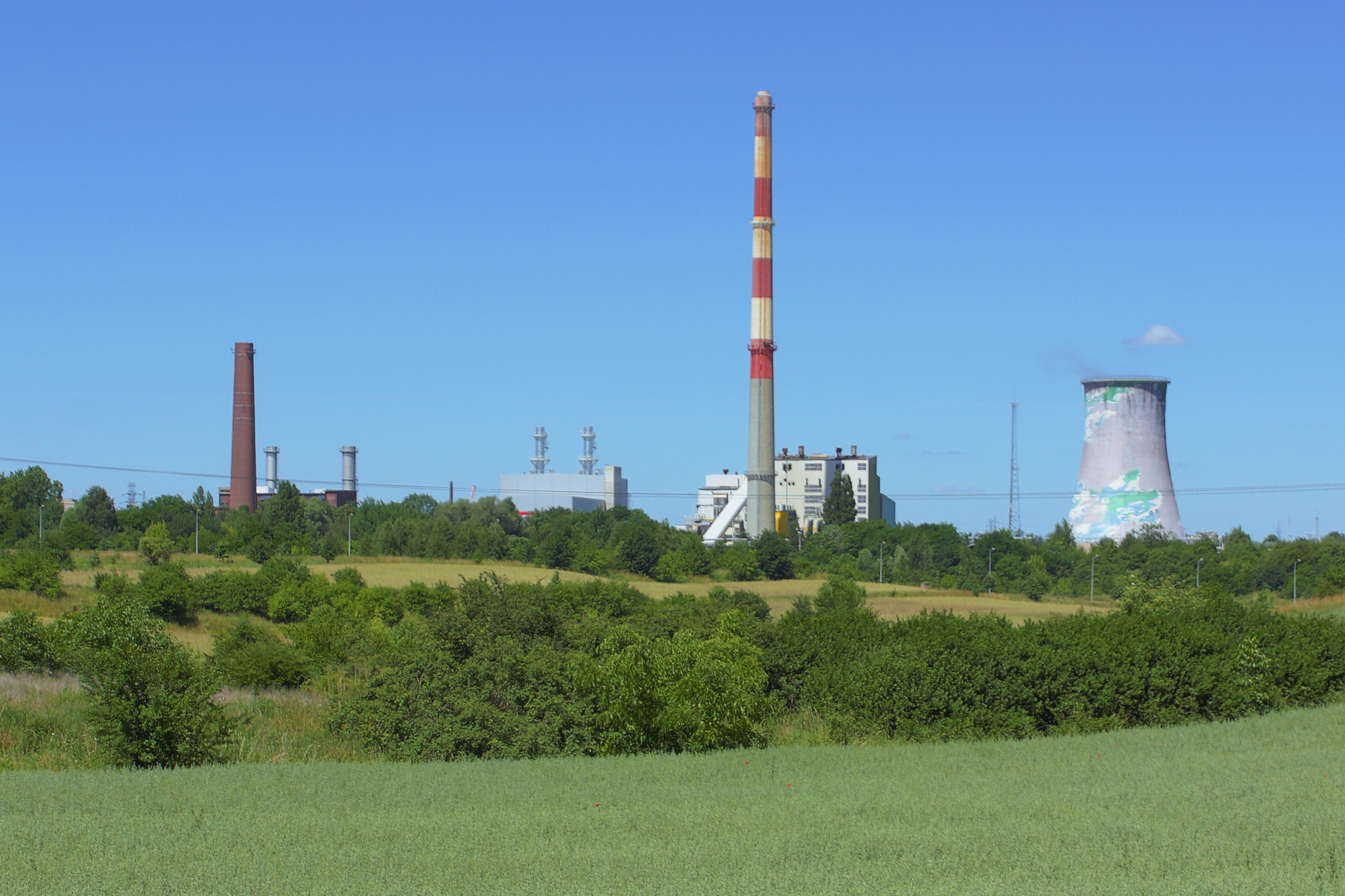

У 1939-му в Гожуві (котрий на той час належав Німеччині) запрацювала муніципальна електростанція, обладнання якої вивезли до СРСР у 1945-му. А в 1950-му, коли місто вже передали Польщі, тут запустили новій генеруючий об'єкт із трьома паровими котлами SMV та відповідною кількістю конденсаційних турбін шведської компанії Stal. В 1958-му додатково встановили австрійський котел Pauker та ще одну турбіну того ж шведського виробника типу DDM-55. А в 1971-му станцію розширили за рахунок турбіни з протитиском 3P6-6 ельблонзької компанії Zamech.
В 1977—1978 роках спорудили другу чергу (ЕС-2) у складі двох енергоблоків з паровими котлами рацибузької Rafako ОР-140 та турбінами TC32 потужністю по 32 МВт тієї ж Zamech.
Крім того, для покриття пікових навантажень у теплосистемі в середині 1970-х на станції встановили три водогрійні котли виробництва Rafako — два WP-120 потужністю по 140 МВт та один WP-70 потужністю 81 МВт.
В 1999-му на ЕС-1 створили парогазовий блок, для якого встановили газову турбіну ABB (отримала номер Т-8) потужністю 54,5 МВт. Через котел-утилізатор Foster Wheeler OUG83/140 (виготовлений філією у польському Сосновці) її з'єднали з двома вже існуючими паровими турбінами зі станційними номерами Т-4 і Т-5 — шведською DDM-55 потужністю 5 МВт та 3P6-6 з показником 6 МВт.    
А в 2017-му стала до ладу черга ЕС-3, котра має сучасний парогазовий блок потужністю 138 МВт. Його обладнали двома газовими турбінами Siemens SGT-800 (на ТЕЦ позначені як TG-11 і TG-12) потужністю по 50,5 МВт, які через котли-утилізатори Aalborg живлять одну парову турбіну Siemens SST-400 (станційний номер Т-10) потужністю 42 МВт. Теплова потужність блоку становить 90 МВт. На відміну від перших двох черг, котрі споруджували з розрахунку на вугілля, ЕС-3 одразу запроектували на спалювання природного газу — як видобутого на місцевих родовищах (вирізняється високим вмістом азоту), так і отриманого із газотранспортної системи.
Окрім третьої черги, на ТЕЦ продовжують експлуатуватись парогазовий блок ЕС-1, обидва парові котли ОР-140, одна турбіна (станційний номер Т-6) та водогрійний котел WP-70 зі складу ЕС-2. Загальна електрична потужність у такій конфігурації рахується на рівні 237 МВт при тепловій потужності у 368 МВт. Роботу черги ЕС-2 планують завершити у першій половині 2020-х.
Видача продукції відбувається по ЛЕП, розрахованій на роботу під напругою 110 кВ.